# Юшков, Юрий Георгиевич
Юрий Георгиевич Юшков  (3 августа 1937 г., гор. Улан-Удэ — 6 мая 2020 г., гор. Томск) — специалист в области мощных электрофизических установок и ускорителей. Доктор технических наук, профессор. Заслуженный деятель науки РФ (2001).

## Биография
Юрий Георгиевич Юшков родился 3 августа 1937 года в городе Улан-Удэ. В 1960 году окончил Томский политехнический институт (ТПИ, ныне Томский политехнический университет — ТПУ). Получил специальность «Электронные приборы». Учился в аспирантуре по специальности «Электрофизические установки и ускорители» (1963—1966).
В 1968 году защитил кандидатскую диссертацию на тему: «Использование мощных электромагнитных волн в ускорительной технике». В 1988 году защитил докторскую диссертацию по спецтеме. Получил учёную степень доктора технических наук и звание профессора.
По окончании Института Юрий Георгиевич Юшков в разное время работал на должностях: инженер Научно-исследовательского Института ядерной физики, электроники и автоматики при ТПИ (1960—1964); старший инженер Научно-исследовательского института ядерной физики, электроники и автоматики (1965—1967); старший научный сотрудник Научно-исследовательского института ядерной физики, электроники и автоматики (1968—1970); ведущий научный сотрудник Научно-исследовательского института при Томском политехническом институте (1971—1988); заведующий отделом (1989—2002), главный научный сотрудник (2002—2018), главный эксперт (2018—2020).
Область научных интересов: ускорение электронных пучков в мощных полях СВЧ, генерация и влияние сверхмощных электромагнитных полей на материальные среды.

## Награды и звания
- Премия Совета Министров СССР (1990).
- Медаль «Ветеран труда» (1990).
- «Заслуженный деятель науки РФ» (2001).
- «Почетный работник науки и техники Российской Федерации» (2007).
- Медаль ордена «За заслуги перед Отечеством» II степени (2016).

## Труды
- Мощные СВЧ-импульсы наносекундной длительности. М.: Энергоатомиздат, 1984.